# Hexatoma (Eriocera) aurantionota
Hexatoma (Eriocera) aurantionota is een tweevleugelige uit de familie steltmuggen (Limoniidae). De soort komt voor in het Neotropisch gebied.